# Бибијано (Арецо)
Бибијано је насеље у Италији у округу Арецо, региону Тоскана.
Према процени из 2011. у насељу је живело 55 становника. Насеље се налази на надморској висини од 483 м.